# Iuka (Illinois)
Iuka és una població dels Estats Units a l'estat d'Illinois. Segons el cens del 2000 tenia 598 habitants.

## Demografia
Segons el cens del 2000, Iuka tenia 598 habitants, 219 habitatges, i 169 famílies. La densitat de població era de 292,3 habitants/km².
Dels 219 habitatges en un 42% hi vivien nens de menys de 18 anys, en un 58% hi vivien parelles casades, en un 13,7% dones solteres, i en un 22,8% no eren unitats familiars. En el 18,3% dels habitatges hi vivien persones soles el 12,8% de les quals corresponia a persones de 65 anys o més que vivien soles. El nombre mitjà de persones vivint en cada habitatge era de 2,73 i el nombre mitjà de persones que vivien en cada família era de 3,13.
Per edats la població es repartia de la següent manera: un 31,4% tenia menys de 18 anys, un 7,9% entre 18 i 24, un 30,4% entre 25 i 44, un 16,2% de 45 a 60 i un 14% 65 anys o més.
L'edat mediana era de 34 anys. Per cada 100 dones de 18 o més anys hi havia 88,9 homes.
La renda mediana per habitatge era de 27.375 $ i la renda mediana per família de 29.605 $. Els homes tenien una renda mediana de 30.000 $ mentre que les dones 20.417 $. La renda per capita de la població era d'11.520 $. Aproximadament el 13,1% de les famílies i el 16,7% de la població estaven per davall del llindar de pobresa.

## Poblacions properes
El següent diagrama mostra les poblacions més properes.